# Палата народів Боснії і Герцеговини
Палата народів (босн. і хорв. Dom naroda, серб. Дом народа) — одна з двох палат Парламентської Скупщини Боснії і Герцеговини. Вона була створена шляхом підписання Дейтонських угод у 1995 році.
До Палати входить 15 членів, які порівну розподілені між трьома етнічними групами в Боснії і Герцеговині: 5 боснійців, 5 сербів, і 5 хорватів. Члени призначаються парламентами республік. Їхнім обов'язком є аналіз законів, жоден закон не буде прийнятий, якщо всі три групи не погодяться з ним.

## Депутати
| Боснійські преставники | Хорватські преставники | Сербські преставники |
| --- | --- | --- |
| - Сеад Кадіч (Партія демократичної дії) - Халід Ген'як (Партія демократичної дії) - Сафет Софтіч (Партія демократичної дії) - Сіфет Поджич (Демократичний фронт) - Фахрудин Радончич (Союз за краще майбутнє Боснії і Герцеговини) | - Баріша Чолак (Хорватська демократична співдружність Боснії і Герцеговини) - Ліл'я Зовко (Хорватська демократична співдружність Боснії і Герцеговини) - Зденка Джамбас (Хорватська демократична співдружність Боснії і Герцеговини) - Маріо Караматіч (Хорватська селянська партія) - Мартін Рагуж (Хорватська демократична співдружність 1990) | - Небойша Радманович (Союз незалежних соціал-демократів) - Средоє Новіч (Союз незалежних соціал-демократів) - Огнєн Тадич (Сербська демократична партія) - Дарко Бабал (Сербська демократична партія) - Драгутін Родіч (Демократичний народний союз) |